# Германска национална библиотека
Германската национална библиотека (на немски: Deutsche Nationalbibliothek) е националната библиотека на Германия. Нейните основни центрове са библиотеките в Лайпциг и Франкфурт на Майн, както и Германският музикален архив в Берлин.
Основана е през 1912 година в Лайпциг, като след Обединението на Германия през 1990 година се слива с основаната през 1946 година във Франкфурт Германска библиотека.
Сбирката на Германската национална библиотека включва около 24,1 милиона единици, а персоналът ѝ е около 650 души.